# Château de Haimburg
Le château de Haimburg, aussi appelé Heunburg, est un château-fort situé sur le territoire de la commune de Völkermarkt, dans le land de Carinthie, en Autriche. Le château est mentionné pour la première fois dans un document du début du XIIe siècle et est alors la propriété de la puissante famille des comtes de Heunburg (de). Après l’extinction de cette famille en 1322, le château change plusieurs fois de mains avant d’entrer dans le domaine impérial en 1460. Ferdinand II le vend toutefois en 1623 et il est ensuite habité par divers propriétaires jusqu’à la fin du XVIIIe siècle, en dépit des dégâts causés par un incendie en 1749.
Le château, qui est toujours une propriété privée, est dans un état très délabré au début des années 1990, ce qui motive la création d’une association pour assurer sa sauvegarde et sa restauration. Il sert depuis 1995 de salle de théâtre pendant l’été.